# Всеволожский, Николай Дмитриевич
Николай Дмитриевич Всеволожский — (18 (30) октября 1860  — 5 (17) июня 1891, Париж) — губернский секретарь, чиновник для особых поручений при директоре Императорских театров в звании камер-юнкера.

## Биография
Отец — представитель младшей ветви дворянского рода Всеволожских, чиновник по линии благотворительности, Дмитрий Александрович Всеволожский, мать — княжна Екатерина Николаевна Трубецкая.
Николай Дмитриевич Всеволожский служил чиновником для особых поручений при своём дяде Иване Александровиче Всеволожском. 
- 1887 год — чиновник для особых поручений при директоре Императорских театров
- 1888—1890 годы — губернский секретарь, чиновник для особых поручений при директоре Императорских театров, в звании камер-юнкера[1]

Проживал в Санкт-Петербурге на Гагаринской набережной (совр. наб. Кутузова) в доме № 16. 
Умер в Париже. Похоронен на Новодевичьем кладбище в Санкт-Петербурге. Могила сохранилась.

## Семья
Был женат на графине Екатерине Илларионовне Толстой (1862—1916). Супруга занималась благотворительностью, была помощницей попечительницы Выборгской частной школы при Санкт-Петербургском женском патриотическом обществе, затем «председательницей лечебницы для хронически больных детей общества попечения о больных и бедных детях» на Аптекарском острове. Сведений о наличии общих детей нет.